# P・J・ホーガン
P・J・ホーガン（P.J. Hogan、1962年 - ）は、オーストラリア出身の映画監督・脚本家である。

## 略歴
1994年、脚本も手がけたコメディ映画『ミュリエルの結婚』が高い評価を得てオーストラリア映画協会賞などを受賞。1997年の『ベスト・フレンズ・ウェディング』でハリウッド・デビューした。
妻は同じく映画監督のジョセリン・ムーアハウス。

## 主な監督作品
- 南から来た狙撃者 The Humpty Dumpty Man (1986)
- ミュリエルの結婚 Muriel's Wedding (1994)
- ベスト・フレンズ・ウェディング My Best Friend's Wedding (1997)
- 夢見る頃を過ぎても Unconditional Love (2002)
- ピーター・パン Peter Pan (2003)
- お買いもの中毒な私! Confessions of a Shopaholic (2009)